# الملكة ماتيلد من بلجيكا
الملكة ماتيلد (20 يناير 1973 -)، دوقة برابانت زوجة الملك فيليب ملك بلجيكا. أصبحت أول ملكة قرينة بلجيكية المولد.

## دراستها وعملها
درست علم أمراض النطق واللغة في معهد «ماري هابس» في بروكسل وذلك بالفترة من عام 1991 حتى عام 1994 عندما حصلت على الدبلوم. كما التحقت بجامعة لوفان الكاثوليكية وحصلت على درجة الماجستير في علم النفس. وبعد تخرجها عملت منذ عام 1995 كمعالج لمشاكل النطق في بروكسل.

## حياتها العائلية
في بتاريخ 4 ديسمبر 1999 تزوجت من الملك فيليب ملك بلجيكا، وأنجبا:
- الأميرة إليزابيث (25 أكتوبر 2001).
- الأمير غابرييل (20 أغسطس 2003).
- الأمير إيمانويل (4 أكتوبر 2005).
- الأميرة إليانور (16 أبريل 2008).

## روابط خارجية
- الملكة ماتيلد من بلجيكا على موقع IMDb (الإنجليزية)
- الملكة ماتيلد من بلجيكا على موقع الموسوعة البريطانية (الإنجليزية)
- الملكة ماتيلد من بلجيكا على موقع مونزينجر (الألمانية)